# Светлина (1912)
Вижте пояснителната страница за други значения на Светлина.
„Светлина“ с подзаглавие Орган на интересите на отоманския българин е български вестник, излизал в Солун, Османската империя, в 1912 година.
Излиза в сряда и събота. Вестникът е издаван от Панчо Дорев (редактор стопанин и отговорник) и стои на туркофилски позиции. Ратува за „сближаване между разните народности, а особено между турци и българи“. Печата се в печатницата на Коне Самарджиев и тази на Кирил Тенчов.
| Годишнина | Броеве | Дата                          |
| --------- | ------ | ----------------------------- |
| I         | 1 – 33 | 8 февруари 1912 – 24 май 1912 |

Броеве 4, 6, 8 и 10 не са открити. От 2 брой Панчо Дорев е директор-отговорник, а главен редактор е Йордан Николов (до 19 включително).
По време на предизборната кампания за вторите парламентарни избори в началото на 1912 година се противопоставя на общата платформа на редакциите на „Право“, „Вести“ и списание „Искра“, както и на групировката на Сребрен Поппетров около „Истина“. Дорев публикува в „Светлина“ предизборна платформа, призоваваща за българо-турско сътрудничество и лоялност към младотурския режим, което ще гарантира простеритета на българската националност в империята. Вестникът се бори за укрепване на позициите на Екзархията, изравняване на църковните и училищните права на екзархистите с тези на патриаршистите, финансово-кредитни облекчения, които да решат аграрния въпрос и улесняване на достъпа на българи до държавни служби, като инструмент за решаване на българските национални проблеми.